# Magistrala europeană

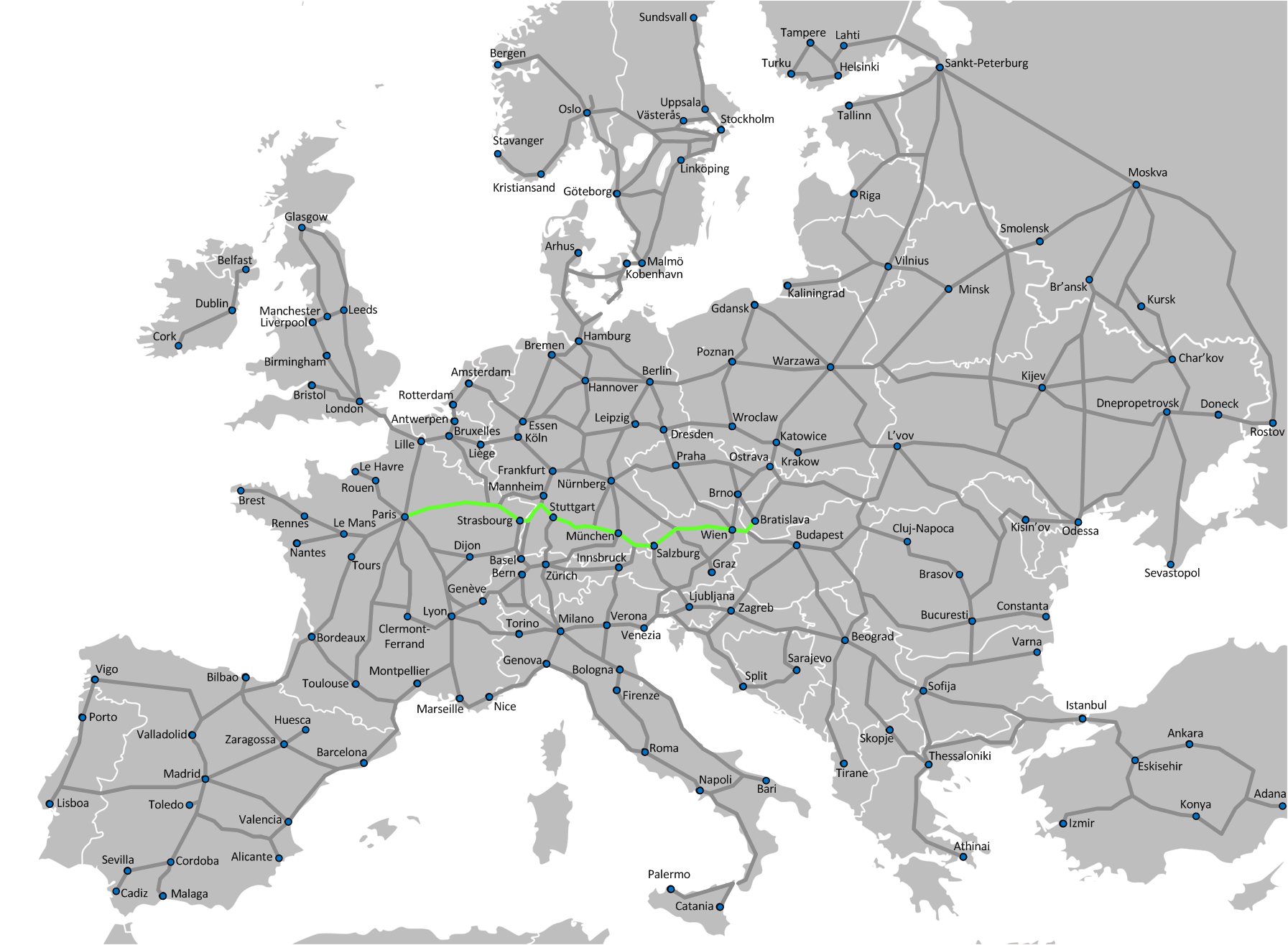
Hartă care arată viitoarea cale ferată de mare viteză Paris-Bratislava.

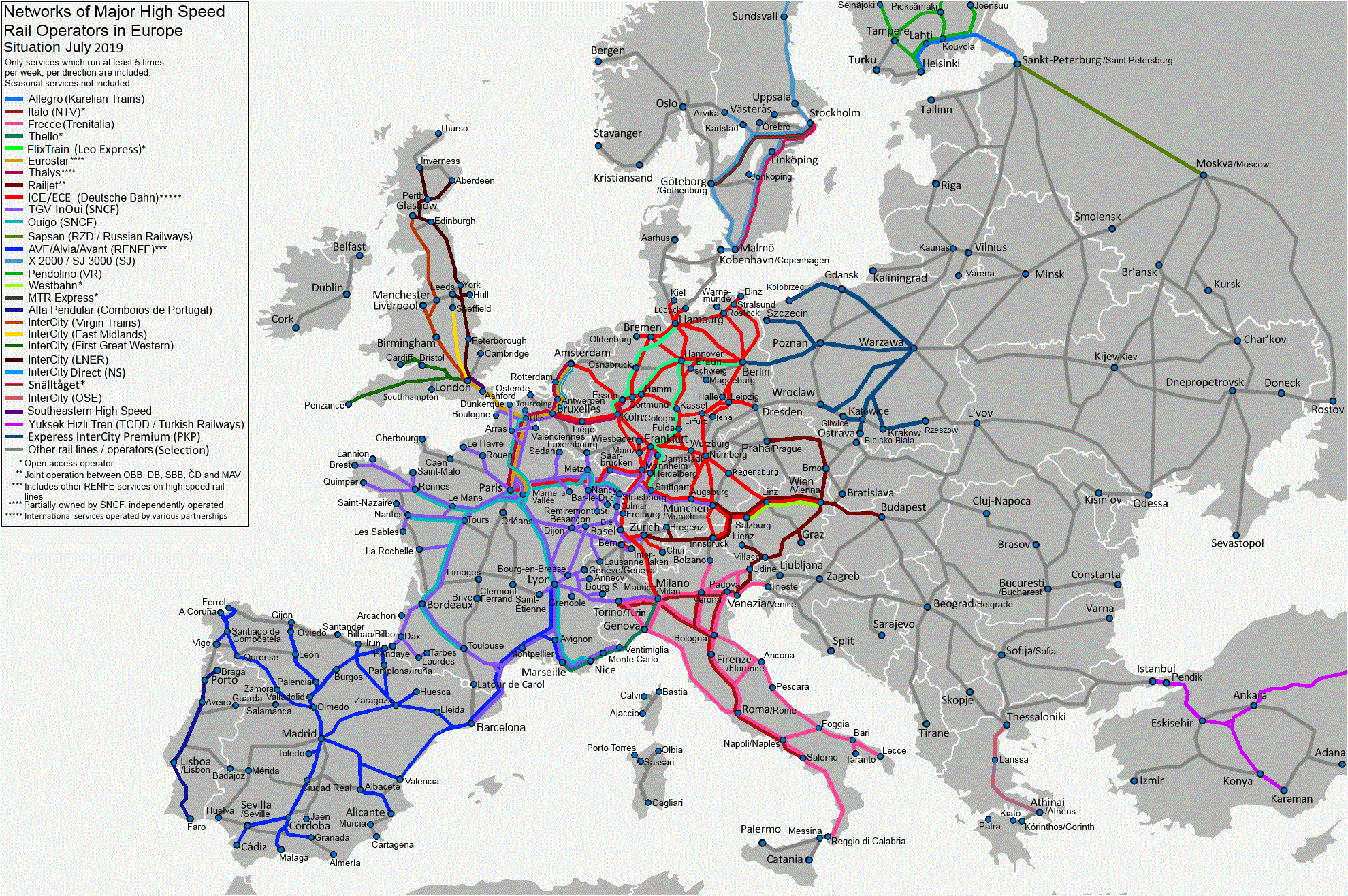
Principalii operatori de pe diferite linii de mare viteză în Europa, inclusiv magistrala.

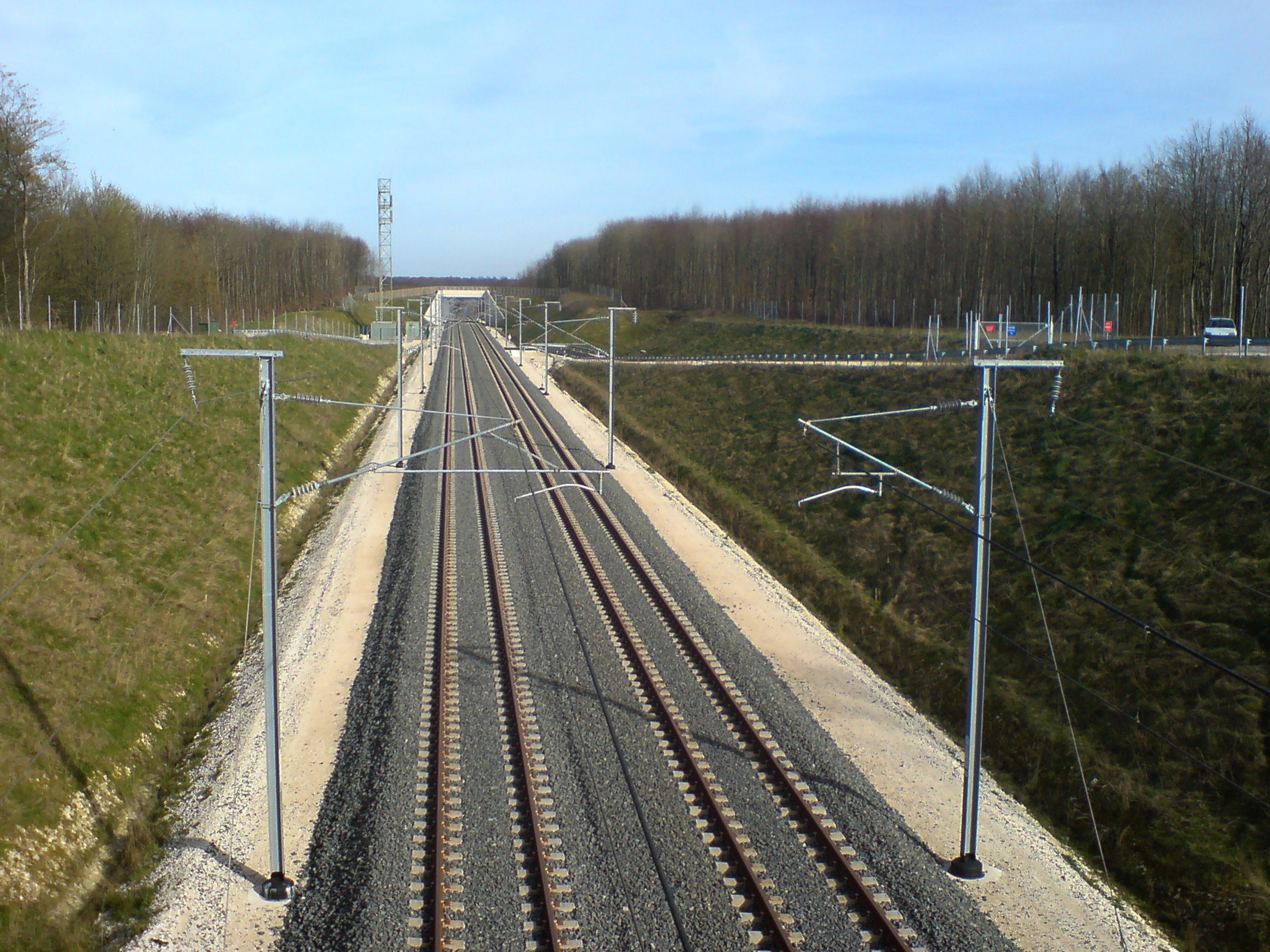
Cale ferată nou construită pe sectorul LGV Est (Franța)

Magistrala europeană este un proiect pentru o cale ferată de mare viteză între Paris și Gara Centrală din Bratislava respectiv Budapesta Keleti. Acest proiect transeuropean este aproape identic cu Proiectul n°17 (Paris-Bratislava) al convenției privind rețelele transeuropene. Budapesta va fi un punct terminus suplimentar al acestei linii.

## Obiective
Scopul acestei magistrale este de a lega cu linie feroviară de mare viteză 34 de milioane de europeni din cinci state diferite. 
Linia deservește următoarele orașe:
- Franța: Paris - Reims - Metz - Nancy - Strasbourg ;
- Germania: Karlsruhe - Stuttgart - Ulm - Augsburg - München - Mühldorf am Inn ;
- Austria: Salzburg - Linz - Sankt Pölten - Viena ;
- Slovacia: Bratislava ;
- Ungaria: Győr - Budapesta.

## Coordonare europeană
La 20 iulie 2005 Uniunea Europeană l-a numit pe Péter Balázs drept coordonator al acestui proiect, cu ocazia definirii a cinci proiecte feroviare transeuropene prioritare. Rolul său este de a asigura ca proiectul să fie realizat cât mai repede posibil.

## Programul

### Franța
În iulie 2007, odată cu punerea în funcțiune a LGV Est între Gara de Est (Paris) și Gara Lorraine TGV, timpul de călătorie între Paris și Strasbourg s-a redus la 2 ore și 17 minute. Din 2016, odată cu darea în funcțiune a fazei a 2-a a proiectului, timpul de călătorie pentru un tren de mare viteză fără escală între Paris și Strasbourg este de o oră și 48 de minute.
Linia este deservită deopotrivă de TGV-ul francez și de ICE-ul german.

### Germania
Un proiect de prestigiu al Deutsche Bahn legat de această magistrală este Stuttgart 21⁠(fr)[traduceți], care viza transformarea gării Stuttgart dintr-o gară capăt de linie, într-o gară de tranzit până în anul 2021. După mai multe amânări, termenul de dare în folosință a noii gări este 14 decembrie 2025.

### Austria
În cadrul acestui program a fost construită gara Wien Hauptbahnhof, astfel încât trenurile să nu mai fie nevoite să întoarcă în vechea gară Wien Westbahnhof, care era gară capăt de linie.

## Durata călătoriei
| De la     | La       | Durata curent (2017) | Durata | Lungime                                                   |
| --------- | -------- | -------------------- | ------ | --------------------------------------------------------- |
| Budapesta | Viena    | 2: 41                | 2 h 36 | 255 km (Budapesta Keleti pu - Wien Hauptbahnhof)          |
| Viena     | Linz     | 1: 16                | 1: 00  | 193 km (Wien Hbf. - Linz Hbf.)                            |
| Linz      | Salzburg | 1: 04                | 1: 00  | 127 km (Linz Hbf. - Salzburg Hbf.)                        |
| Salzburg  | München  | 1: 43                | 1: 00  | 153 km (Salzburg Hbf. - München Hbf)                      |
| München   | Paris    | 5: 42                | 4: 45  | 922 km (München Hbf. - Paris via Strasbourg și Stuttgart) |
| Budapesta | Paris    | 13: 25               | 10: 30 | 1.670 km (Budapesta Keleti pu - Paris Est)                |

De la sfârșitul anilor 1990, de când efectuarea legăturii Budapesta-Viena de către Orient-Express a încetat, nu mai există niciun tren care să facă legătura directă Budapesta-Paris.